# Jerko Tipurić
Jerko Tipurić (Konjic, 14 giugno 1960) è un allenatore di calcio ed ex calciatore croato, di ruolo difensore.

## Palmarès

### Giocatore

#### Competizioni nazionali
- Coppa di Jugoslavia: 1

Hajduk Spalato: 1986-1987

### Allenatore

#### Competizioni nazionali
- Tweede klasse: 1

Cercle Bruges: 2002-2003